# Francis Françoise
Alejandro Esteban Zenteno Olate, más conocido como Francis Françoise o Mauricio Zenteno (San Bernardo, 17 de diciembre de 1963-Antofagasta, 2 de diciembre de 2014), fue un actor, comediante, transformista y activista por los derechos LGBT chileno, considerado uno de los pioneros del género en Chile y por algunos como la «reina madre» del drag queen nacional.

## Biografía
Alejandro Zenteno ingresó a la Universidad de Chile a estudiar periodismo, carrera que no culminó por dedicarse al mundo del espectáculo a los 19 años. Participó activamente en la vida nocturna en Santiago —principalmente en las discotecas Quásar y Búnker— y en diversas regiones del país, incursionando también en el teatro y en la televisión chilena, en programas como Jappening con ja, Tribunal de la risa, Martes 13 y Sábados gigantes, donde estuvo a cargo del maquillaje y del ballet.
El 4 de mayo de 1996 fue detenida junto a otros homosexuales durante una redada policial a establecimientos LGBT de Santiago; en dicha ocasión fue fichada junto a otros 19 detenidos, lo cual generó una controversia que resultó en la destrucción de dichas fichas por parte de la Policía de Investigaciones de Chile (PDI).
En el año 2000 apareció en la película Coronación de Silvio Caiozzi. Además, fue parte del elenco de Migrante, pieza de danza de Sebastián de la Cuesta que se presentó en el Teatro Municipal de Santiago como parte del III Encuentro Coreográfico de la Sala Arrau.
Murió en Antofagasta el 2 de diciembre de 2014 a causa de una falla multiorgánica. Tras su fallecimiento, en su honor los «Premios Grace» realizados en la discoteca Fausto cambiaron su nombre a «Premios Francis Françoise»; el certamen bianual busca reconocer a los máximos exponentes del transformismo local.